# Emily the Criminal
Emily the Criminal ist ein Kriminalfilm von John Patton Ford, der Ende Januar 2022 beim Sundance Film Festival seine Premiere feierte und am 12. August 2022 in die US-Kinos kam.

## Handlung
Emily lebt in Los Angeles und kann ihre hohen Studienkredite nicht abzahlen, da sie wegen kleiner Vorstrafen aus zurückliegenden Jahren von seriösen Firmen nicht eingestellt wird. Um an Geld zu kommen, beginnt sie für einen Ring von Kreditkartenbetrügern zu arbeiten. Dabei kauft sie auf Bestellung hochwertige Waren mit gefälschten Kreditkarten, die sie von ihrem Ansprechpartner Youcef erhält.
Trotz ihrer neuen Einnahmequelle hört Emily nicht damit auf, sich um einen Job in der Werbebranche zu bewerben und arbeitet weiter in dem Catering-Unternehmen, wo die Bezahlung lausig und die Sozialleistungen nicht vorhanden sind.

## Produktion

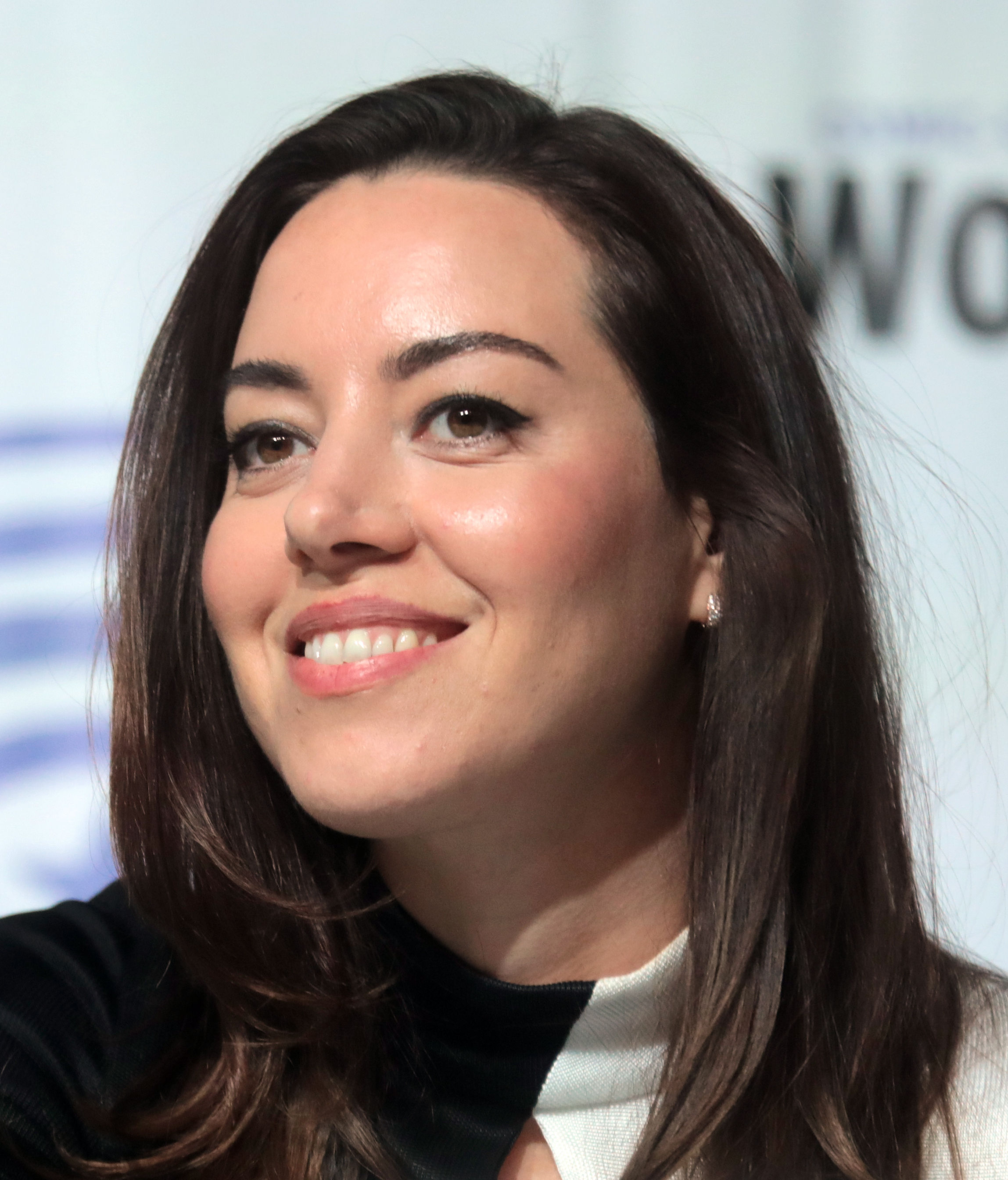
Aubrey Plaza spielt in der Titelrolle Emily Benetto

Es handelt sich bei Emily the Criminal um das Spielfilmdebüt von John Patton Ford.
Aubrey Plaza spielt in der Titelrolle Emily Benetto, Theo Rossi den aus dem Libanon stammenden Youcef, der sie für die Kreditkartenbetrügereien anheuert. Jonathan Avigdori spielt Khalil, Youcefs Cousin und Gangsterkollegen. Megalyn Echikunwoke ist in der Rolle von Emilys Freundin Liz zu sehen. In weiteren Rollen sind Gina Gershon als Alice, Bernardo Badillo als Javier und Brandon Sklenar als Brent zu sehen.
Die Filmmusik komponierte Nathan Halpern. Das Soundtrack-Album mit insgesamt 15 Musikstücken soll am 31. März 2023 von Lakeshore Records als Download veröffentlicht werden.
Erste Vorstellungen des Films erfolgten ab dem 24. Januar 2022 beim Sundance Film Festival. Ende April 2022 wurde er beim San Francisco International Film Festival und beim Atlanta Film Festival vorgestellt. Im Mai 2022 wurde er beim Chicago Critics Film Festival gezeigt. Im Juni 2022 wurde er beim Sydney Film Festival und beim Nantucket Film Festival gezeigt. Am 12. August 2022 kam der Film in ausgewählte US-Kinos. Anfang September 2022 wurde er dem europäischen Publikum beim Festival des amerikanischen Films im französischen Deauville im Hauptwettbewerb vorgestellt und Anfang Oktober 2022 beim London Film Festival.

## Rezeption

### Kritiken
Von den bei Rotten Tomatoes erfassten Kritiken sind 94 Prozent positiv bei einer durchschnittlichen Bewertung mit 7,9 von 10 möglichen Punkten, womit er aus den 23. Annual Golden Tomato Awards als Drittplatzierter unter den Thrillern des Jahres 2022 hervorging. Auf Metacritic erhielt der Film einen Metascore von 75 von 100 möglichen Punkten.
Justin Chang schreibt bei NPR, auch wenn Emily the Criminal als Genreübung nicht immer erfolgreich sei, zeichne der Film das Porträt einer Frau, die immer im Überlebensmodus agiert, was durchaus fesselnd sei. Der Film suggeriere, dass das, was Millionen von Arbeitern in den USA täglich ertragen müssen, nicht weniger ausbeuterisch sei als alle illegalen Aktivitäten von Emily. Er sei insofern auch als Anklage gegen die Gesellschaft zu verstehen, denn diese habe Emily zu dem gemacht, was sie ist.

### Auszeichnungen
Annapolis Film Festival 2022
- Auszeichnung als Bester Spielfilm
- Auszeichnung als Beste Schauspielerin mit dem Preis der Jury (Aubrey Plaza)[19]

Artios Awards 2023
- Auszeichnung in der Kategorie „Low-Budget – Komödie oder Filmdrama“ (Chelsea Bloch & Marisol Roncali)[20]

Chicago Film Critics Association Awards 2022
- Nominierung als Most Promising Filmmaker (John Patton Ford)[21]

Directors Guild of America Awards 2023
- Nominierung für das Beste Regiedebüt (John Patton Ford)[22]

Festival des amerikanischen Films 2022
- Nominierung im Hauptwettbewerb
- Auszeichnung mit dem Publikumspreis[23][24]

Gotham Awards 2022
- Nominierung als Beste Darstellerin (Aubrey Plaza)[25]

Independent Spirit Awards 2023
- Auszeichnung für das Beste Debütdrehbuch (John Patton Ford)
- Nominierung als Bester Debütfilm
- Nominierung als Beste Hauptdarstellerin (Aubrey Plaza)
- Nominierung als Bester Nebendarsteller (Theo Rossi)[26]

National Board of Review Awards 2022
- Aufnahme in die Top Ten der Independentfilme[27]

Online Film Critics Society Awards 2023
- Nominierung als Bester Debütfilm (John Patton Ford)[28]